# Elezioni europee del 2009 in Estonia
Le elezioni europee del 2009 in Estonia si sono tenute il 7 giugno.

## Risultati
| Liste  | Liste                                     | Gruppo    | Voti    | %     | Seggi |
| ------ | ----------------------------------------- | --------- | ------- | ----- | ----- |
|        | Partito di Centro Estone (KESK)           | ALDE      | 103.506 | 26,07 | 2     |
|        | Indrek Tarand (Indipendente)              | Verdi/ALE | 102.460 | 25,81 | 1     |
|        | Partito Riformatore Estone (ER)           | ALDE      | 60.877  | 15,33 | 1     |
|        | Unione della Patria e Res Publica (IRL)   | PPE       | 48.492  | 12,22 | 1     |
|        | Partito Socialdemocratico (SDE)           | S&D       | 34.508  | 8,69  | 1     |
|        | Verdi Estoni (ER)                         | -         | 10.851  | 2,73  | -     |
|        | Martin Helme (Indipendente)               | -         | 9.832   | 2,48  | -     |
|        | Unione Popolare Estone (ERL)              | -         | 8.860   | 2,23  | -     |
|        | Dimitri Klenski (Indipendente)            | -         | 7.137   | 1,80  | -     |
|        | Partito della Sinistra Unita Estone (EÜP) | -         | 3.519   | 0,89  | -     |
|        | Partito Libertas Estonia (LEE)            | -         | 2.206   | 0,56  | -     |
|        | Partito dei Democratici Cristiani Estoni  | -         | 1.715   | 0,43  | -     |
|        | Partito Russo in Estonia                  | -         | 1.267   | 0,32  | -     |
|        | Assemblea dei Contadini                   | -         | 612     | 0,15  | -     |
|        | Candidati individuali                     | -         | 1.140   | 0,29  | -     |
| Totale | Totale                                    | Totale    | 396.982 |       | 6     |